# National Parks and Access to the Countryside Act 1949
Il National Parks and Access to the Countryside Act 1949 è un atto del Parlamento del Regno Unito del 18 marzo 1949 proposto da Sir Arthur Hobhouse, che includeva la creazione di parchi nazionali e la National Parks Commission, organizzazione che è stata in grado di vigilare sulla conservazione della natura nel Regno Unito.
Con la creazione della legge, il Regno Unito ha creato dieci parchi nazionali negli anni '50, a cui seguiranno altri parchi nazionali. Negli anni seguenti, la National Park Commission ha creato la Area of Outstanding Natural Beauty (area di straordinaria bellezza naturale) basata sulla legge, area di importanza analoga a quella del parco nazionale ma con una protezione meno diretta.